# Episodi di Criminal Minds (undicesima stagione)
L'undicesima stagione della serie televisiva Criminal Minds è stata trasmessa in prima visione assoluta negli Stati Uniti d'America da CBS dal 30 
settembre 2015 al 4 maggio 2016.
In Italia, la stagione è stata trasmessa in prima visione a pagamento da Fox Crime dal 13 novembre 2015 al 3 giugno 2016, mentre in chiaro è stata trasmessa da Rai 2 dall'8 settembre al 28 novembre 2016.
L'attore Shemar Moore, che ha lasciato la serie, è comparso nei primi 18 episodi della stagione.
| n° | Titolo originale     | Titolo italiano              | Prima TV USA      | Prima TV Italia  |
| -- | -------------------- | ---------------------------- | ----------------- | ---------------- |
| 1  | The Job              | Un lavoro sporco             | 30 settembre 2015 | 13 novembre 2015 |
| 2  | The Witness          | Il testimone                 | 7 ottobre 2015    | 13 novembre 2015 |
| 3  | Til Death Do Us Part | Finché morte non ci separi   | 14 ottobre 2015   | 20 novembre 2015 |
| 4  | Outlaw               | Fuorilegge                   | 21 ottobre 2015   | 27 novembre 2015 |
| 5  | The Night Watch      | I fantasmi della notte       | 28 ottobre 2015   | 4 dicembre 2015  |
| 6  | Pariahville          | La città dei reietti         | 4 novembre 2015   | 11 dicembre 2015 |
| 7  | Target Rich          | Un mondo di squali           | 11 novembre 2015  | 18 dicembre 2015 |
| 8  | Awake                | Ad occhi sbarrati            | 18 novembre 2015  | 26 febbraio 2016 |
| 9  | Internal Affairs     | Affari interni               | 2 dicembre 2015   | 4 marzo 2016     |
| 10 | Future Perfect       | Futuro allo specchio         | 9 dicembre 2015   | 11 marzo 2016    |
| 11 | Entropy              | Entropia                     | 13 gennaio 2016   | 18 marzo 2016    |
| 12 | Drive                | Il conducente                | 20 gennaio 2016   | 25 marzo 2016    |
| 13 | The Bond             | Legame di sangue             | 27 gennaio 2016   | 1 aprile 2016    |
| 14 | Hostage              | Ostaggi                      | 10 febbraio 2016  | 8 aprile 2016    |
| 15 | A Badge and a Gun    | Distintivo e pistola         | 24 febbraio 2016  | 15 aprile 2016   |
| 16 | Derek                | Derek                        | 2 marzo 2016      | 22 aprile 2016   |
| 17 | The Sandman          | L'uomo della sabbia          | 16 marzo 2016     | 29 aprile 2016   |
| 18 | A Beautiful Disaster | Ogni fine è anche un inizio  | 23 marzo 2016     | 6 maggio 2016    |
| 19 | Tribute              | Omaggio                      | 30 marzo 2016     | 13 maggio 2016   |
| 20 | Inner Beauty         | Bellezza interiore           | 13 aprile 2016    | 20 maggio 2016   |
| 21 | Devil's Backbone     | La spina dorsale del diavolo | 20 aprile 2016    | 27 maggio 2016   |
| 22 | The Storm            | La tempesta                  | 4 maggio 2016     | 3 giugno 2016    |

## Un lavoro sporco
- Titolo originale: The Job
- Diretto da: Glenn Kershaw
- Scritto da: Breen Frazier

### Trama
Seattle, Washington. Due poliziotti entrano in un appartamento dove si produce anfetamina e vi trovano un cadavere con il volto truccato di bianco. Mentre l'ispettore di polizia locale ritiene che il caso sia chiuso, interviene l'agente speciale David Rossi che comunica invece che è un caso di omicidio, identico a uno commesso due giorni prima ad Albany. Sulla scena del crimine è presente anche l'agente Derek Morgan.
A corto di profiler per la maternità di JJ e l'abbandono della squadra da parte di Kate, Hotchner segue il caso e inizia i colloqui per trovare un nuovo agente da inserire nella squadra. La prima candidata è la dottoressa Tara Lewis, psicologa forense che ha passato gli ultimi dodici anni a interrogare gli psicopatici per accertare la loro idoneità a essere sottoposti a processo.
Durante il briefing della squadra il dottor Reid spiega il significato della maschera pitturata sui volti delle due vittime: si tratta di Pulcinella (anche se i colori sono rovesciati, maschera bianca e faccia nera). Dall'autopsia emerge che entrambe le vittime sono decedute a causa di una massiccia iniezione di un integratore alimentare liquido, di quelli usati da chi ha problemi a mangiare cibi solidi. Tutti gli indizi portano a individuare il Soggetto Ignoto: un sicario che ha avuto un incidente alla mascella (e si nutre con un sondino gastrico) per colpa dei suoi committenti e che adesso si vendica su di loro uccidendoli. La maschera di Pulcinella è un messaggio per loro.
Mentre egli sta cercando di uccidere un quarto soggetto, sopraggiungono sul posto Morgan, Reid e Rossi, giusto in tempo per salvare la vittima. L'S.I. riesce a scappare con l'aiuto di una donna che sembra essere una sua complice, anche se non volontaria. Dall'interrogatorio del meccanico scampato all'omicidio, emergono elementi importanti che fanno finalmente scoprire l'identità dell'S.I., un italiano di nome Giuseppe Montolo. L'ultimo bersaglio di Montolo è Phil Wilson, il marito di quella che sembrava una complice e invece era semplicemente una delle committenti, ricattata dal sicario e obbligata ad aiutarlo nei vari omicidi. La polizia riesce quindi a fermarlo e arrestarlo. Hotch, colpito da come la dottoressa Tara Lewis ha gestito la conversazione telefonica con il marito della donna, la assume nella squadra. Sul finale, Morgan va in ospedale a far visita a Montolo e gli promette che loro non si fermeranno finché non avranno preso tutti i sicari; lui, non potendo parlare, gli scrive su un foglio le parole "La Sporca Dozzina" e Morgan capisce che si tratta dei prossimi bersagli.
- Note: nei primi episodi di questa undicesima stagione JJ non compare, a eccezione di un brevissimo momento al telefono con Hotch; il motivo è che, come il personaggio, anche l'attrice A. J. Cook era incinta e quindi in congedo di maternità. Il suo secondo figlio, Phoenix Andersen, interpreta il secondo bebè di Jennifer (Michael) nel corso della serie, così come è avvenuto con il primo. Inoltre in questa stagione Aisha Tyler (la nuova agente Tara Lewis) non viene mostrata nella sigla, ma è inclusa tra le "guest star".
- Ascolti TV Rai 2: telespettatori 1.428.000 - share 6,28%
- Guest star: Aisha Tyler (Dr. Tara Lewis), Brian Appel (Agent Anderson), Jacqueline Pinol (Dr. Judith Mertz), Robert Neary (Giuseppe Montolo), Jose Zuniga (Al Eisenmund), Jamie Tompkins (Betty Wilson), Josh Coxx (Captain Phil Wilson), John Marshall Jones (Detective Mike Warner), Joe Pistone (Detective Dustin Paddock), Noelle Toland (Junkie), J.P. Giuliotti (Brian Taylor), Mary T. Sala (Nurse), Crispin Alapag (Workman)

### Soggetto Ignoto
Il sicario Giuseppe Montolo

### Citazioni
- "Il piacere nel lavoro porta perfezione nel lavoro." Aristotele (Aaron Hotchner)
- "Il coraggio è grazia sotto pressione." Ernest Hemingway (Penelope Garcia)

## Il testimone
- Titolo originale: The Witness
- Diretto da: John Terlesky
- Scritto da: Sharon Lee Watson

### Trama
Los Angeles, California. È notte e un uomo scava una buca per sotterrare un cadavere e poi parcheggia la propria macchina davanti a una fermata di autobus. In quel momento l'uomo riceve una chiamata dalla moglie. Dalla conversazione emerge che la donna, suo capo al lavoro, lo ha tradito e lui, che è stato fuori tutta la notte, ha perso la fiducia nella loro relazione e la incolpa di aver distrutto tutto quello che avevano costruito. Sopraggiunge intanto un autobus che sbanda in prossimità della fermata: all'interno i dieci passeggeri sono tutti morti per un attacco con gas. L'uomo, arrivato sul posto di lavoro, apprende la notizia dell'attentato sull'autobus che prende ogni mattina e, in contemporanea, riceve un messaggio di posta anonimo che riporta la frase: "so cosa hai fatto". La conversazione con lo sconosciuto continua: l'anonimo gli dice di essere un testimone e lo accusa di essere un assassino. Infine gli ordina di fare delle cose per lui altrimenti andrà dalla polizia.
Nel viaggio in aereo verso Los Angeles la squadra azzarda le prime ipotesi. Raggiunta la sede dell'FBI vengono informati che il gas usato è il sarin. Essendo un gas molto pericoloso e nocivo, gli agenti capiscono che per liberarlo nell'aria è stato utilizzato un meccanismo a tempo installato sul veicolo. Nel frattempo l'uomo, Charlie, riceve una telefonata dal suo ricattatore anonimo (su un cellulare inviatogli per posta), che gli intima di commettere un'effrazione in una casa.
Alla sede dell'FBI l'Agente al comando mostra agli altri le riprese di una fermata dell'autobus: l'attenzione è rivolta a Charlie, che scende dalla sua auto e vi torna poco dopo con una bottiglia di acqua; l'uomo si lava le mani (consigliato per chi entra in contatto con il sarin) e tutti i sospetti cadono su di lui. Gli agenti Rossi e Lewis vanno a interrogarlo e notano il suo comportamento agitato e nervoso. Charlie esegue l'ordine del suo anonimo ricattatore, ma quando arriva alla casa trova un vetro rotto e, mentre esce dopo aver recuperato il computer richiesto, vede un cadavere e sente le sirene della polizia, avvertite da una telefonata anonima. Il cadavere è un chimico su cui erano caduti i primi sospetti della squadra, licenziato da un'azienda che produceva sarin. Le indagini portano a definire il profilo dell'SI, ritenendolo comunque complice del chimico.
Charlie esegue un secondo compito affidatogli dal suo ricattatore mentre Rossi e Reid tornano al suo posto di lavoro per interrogarlo nuovamente (visto che la sua macchina era in prossimità della casa dove è stato trovato morto il chimico). Il pacco che Charlie riceve contiene una maschera antigas e una tuta protettiva. Dal colloquio con la moglie di Charlie emergono particolari che permettono di capire chi è l'SI e quali sono le sue intenzioni: colpire la sede dell'FBI.
La macchina di Charlie è piena di contenitori di sarin e il vero responsabile, facendo credere all'uomo di aver rapito sua figlia, si fa inseguire fino al garage dell'FBI. Per fortuna gli agenti, che ormai avevano capito tutto, riescono a sventare l'attentato.
- Ascolti TV Rai 2: telespettatori: 1.428.000 - share: 6,27%
- Guest star: Stephen Kilcullen (Mitchell Crossford), Marisol Nichols (Agent Natalie Colfax), Delpaneaux Wills (Agent Darryl Young), Samantha Sloyan (Tracy Senarak), Saylor Bell (Jolene Senarak), Tim Kang (Charlie Senarak), Cuyle Carvin (Theo Koutranis), Albert P. Santos (Businessman), Heath McGough (Counter Employee), Melody Peng (Leanne Bookout), Mark Semos (FPS Leader), Crispin Alapag (Workman)

### Soggetto Ignoto
Mitchell Crossford, fratello dell'amante della moglie di Charlie

### Citazioni
- "È nei momenti delle decisioni che si forma il destino." Tony Robbins (Derek Morgan)
- "Il mondo è imprevedibile. Le cose avvengono all’improvviso, inaspettate. Vogliamo credere di avere il controllo della nostra esistenza. Per certi versi è vero, per altri no. Siamo governati dalla forza delle probabilità e delle coincidenze." Paul Auster (David Rossi)

## Finché morte non ci separi
- Titolo originale: Til Death Do Us Part
- Diretto da: Joe Mantegna
- Scritto da: Karen Maser

### Trama
Dopo che a Savannah, in Georgia, due ragazze (originarie rispettivamente del Delaware e dell'Ohio) vengono trovate uccise e abbandonate in cassonetti poco prima del loro matrimonio e una terza (originaria di Tampa, in Florida) scompare dal locale dove stava festeggiando l'addio al nubilato con le amiche, la squadra inizialmente pensa a un uomo lasciato all'altare, ma una scritta fatta col rossetto rosso sul volto della terza, poi rinvenuta in una radura, li indirizza verso una donna con sindrome abbandonica, il tic nervoso di mangiarsi le unghie e bassa autostima che vive in una fantasia psicotica nella quale sta per sposare il fidanzato della sorella (con cui gestisce un negozio di fiori), del quale è innamorata da sempre. Garcia continua a cercare di rintracciare i membri della rete di sicari a cui appartiene Montolo, e quelli indicati come potenziali prossimi bersagli, ovvero "La Sporca Dozzina".
La dottoressa Tara Lewis, da poco entrata a far parte della squadra, potrebbe star attraversando un difficile momento con il proprio compagno e futuro marito.
- Ascolti TV Rai 2: telespettatori 1.480.000 - share 5,86%

### Soggetto Ignoto
La fioraia Dana Seavers

### Citazioni
- "E non crediate di poter dirigere il corso dell’amore, perché è l’amore, se vi trova degni, a dirigere il vostro corso." Da Il profeta di Kahlil Gibran (Tara Lewis)
- Alfred Tennyson ha scritto: "Lo ritengo vero qualunque cosa accada. Lo sento quando soffro di più. È meglio aver amato e perso che non aver mai amato." (David Rossi)

## Fuorilegge
- Titolo originale: Outlaw
- Diretto da: Larry Teng
- Scritto da: Virgil Williams

### Trama
La BAU vola a Las Vegas, New Mexico per indagare sull'omicidio di tre impiegati del turno di notte di una tavola calda, poi data alle fiamme per coprire le tracce, che presenta inquietanti similitudini con un "cold case" di sei anni prima in cui ci furono quattro vittime. Ciò fa pensare che il colpevole sia più di un Soggetto Ignoto e che almeno uno abbia qualche legame con la città.
Le vittime sono degli adolescenti; la ragazza viene stuprata e costretta ad assistere alla morte dei due ragazzi, mentre quest'ultimi sono costretti ad assistere allo stupro.
I due soggetti ignoti, sono due drogati che sono stati rilasciati da poco dalla prigione. Uno di loro, il più giovane, aveva già commesso delitti simili con un altro complice ancora in prigione, approdato da Hotch e Lewis, sei anni prima; mentre il nuovo complice è un sadico. Dopo una lite i due si separano.
Uno dei due ritorna dalla ex ragazza, con la quale scopre di aver avuto un figlio, attualmente di cinque anni e rapisce entrambi portandoli in un campeggio. Qui giungerà nuovamente il complice, intenzionato a far loro del male se l'amico non si riconcilierà con lui, ma nel frattempo sopraggiunge l'FBI ed entrambi si lasciano uccidere dalla polizia con dei colpi di pistola e fucile.
Il luogo era stato individuato e i due criminali uccisi grazie all'agente del luogo, il quale Rossi s'era accorto avesse problemi di alcolismo e aveva deciso di aiutarlo. 
- Ascolti TV Rai 2: telespettatori 1.435.000 - share 5,95%

### Soggetto Ignoto
William Duke Mason e Lester Turner

### Citazioni
- "Tutti i peccati tendono a trasformarsi in dipendenza. E il punto terminale della dipendenza è la dannazione." Wystan Hugh Auden (Dott. Spencer Reid)

## I fantasmi della notte
- Titolo originale: The Night Watch
- Diretto da: Thomas Gibson
- Scritto da: Bruce Zimmerman

### Trama
A Detroit, Michigan un attivista della comunità locale viene trovato ucciso e la firma vicino al cadavere, incorporato in un'installazione artistica, identifica l'assassino come "Morpheus", un noto graffitaro (principalmente attivo tra New York e Los Angeles) di cui nessuno conosce il vero volto e la cui arte ha uno scopo sociale. Poco dopo l'arrivo della BAU in città, una neonata viene rapita dalla culla senza che venga chiesto un riscatto ai genitori: questo evento sposta l'attenzione degli agenti su un movente personale. Sulla scena di un successivo delitto Reid confronta le due firme rendendosi conto che sono diverse da quella del vero "Morpheus". Quest'ultimo contatta Hotchner e dal colloquio tra i due Aaron e Tara capiscono che l'artista è in realtà una donna, quindi cercano qualunque persona che potrebbe averla aiutata a rimanere nell'ombra per quasi un decennio. L'SI intanto uccide il socio di "Morpheus". Grazie a Garcia la BAU scopre che la donna aveva frequentato un corso d'arte dove si era innamorata del suo mentore, l'SI, dal quale aveva avuto un figlio purtroppo morto annegato. Il Soggetto Ignoto rapisce "Morpheus" e tenta di ucciderla, ma alla fine si getta da un palazzo trascinandola con sé ed entrambi muoiono. Tara litiga con il fidanzato Doug a causa del lavoro e lui le annuncia che tornerà a San Francisco, troncando la loro relazione. 
- Ascolti TV Rai 2: telespettatori 1.700.000 - share 6,69%

### Soggetto Ignoto
William Cochran

### Citazioni
- "I fantasmi sono stati creati quando il primo uomo si è svegliato nella notte." James Matthew Barrie (Dott. Spencer Reid)
- Un proverbio spagnolo dice: "Nei giardini cresce più di ciò che il giardiniere crede di aver piantato." (Tara Lewis)

## La città dei reietti
- Titolo originale: Pariahville
- Diretto da: Félix Enríquez Alcalá
- Scritto da: Erik Stiller

### Trama
Quando una donna sposata viene uccisa con parecchie coltellate al torace e allo stomaco a casa sua e trovata con indosso una divisa da cheerleader a Glenport Village, una piccola cittadina della Florida abitata interamente da autori di reati sessuali e gestita dal reverendo Santos (egli stesso condannato per stupro di minorenne 40 anni prima), la BAU affronta una comunità piena di sospettati. Un secondo omicidio, quello di una liceale a Sucar Cove, distante 15 km da Glenport Village, fa escludere gli abitanti poiché essi, nel momento di ingresso nella comunità, hanno sottoscritto un contratto con cui hanno accettato di farsi impiantare chirurgicamente un microchip per tenere traccia dei loro movimenti. Le indagini accelerano quando la figlia dello sceriffo locale viene rapita.
Inoltre, la Dottoressa Lewis riceve una proposta di avanzamento di carriera che potrebbe allontanarla dalla BAU, e alla fine decide di coordinare il progetto chiesto dal procuratore distrettuale affiancandolo alla consulenza per la squadra.
- Note: la fittizia cittadina auto-isolata all'interno della quale la BAU svolge le indagini è basata su una reale comunità del Sud della Florida chiamata "Miracle Village", i cui residenti sono criminali sessuali e che è stata anch'essa fondata da un pastore convinto che essi possano essere "riabilitati" attraverso la religione e l'espiazione dei loro peccati.
- Ascolti TV Rai 2: telespettatori 1.566.000 - share 6,37%

### Soggetto Ignoto
il giovane esperto informatico Matthew Franks

### Citazioni
- "Giuro dal fondo del cuore che vorrei essere guarito. Vorrei essere come gli altri uomini, non questo reietto che nessuno vuole." Edward Morgan Forster (Derek Morgan)
- "Rimanere indifferenti alle sfide che si presentano è imperdonabile. Se lo scopo è nobile, che sia realizzato o no nel corso della nostra vita, è del tutto irrilevante. Quello che dobbiamo fare, di conseguenza, è sforzarci e perseverare. E non rinunciare mai." XIV Dalai Lama (Tara Lewis)

## Un mondo di squali
- Titolo originale: Target Rich
- Diretto da: Glenn Kershaw
- Scritto da: Jim Clemente

### Trama
Morgan si reca nel carcere di Flores, in Colorado, per interrogare il sicario Giuseppe Montolo ma, durante il colloquio, proprio prima di poter rivelare chi o cosa è "La Sporca Dozzina" (ma riuscendo a dirgli che, oltre a lui, ci sono altri quattro membri della rete di sicari online), questo muore avvelenato da una guardia carceraria che in seguito verrà colpita da uno sparo in stile esecuzione.
Joy, la figlia di Rossi, porta all'attenzione del padre la scomparsa di quattro studentesse nel corso di nove anni dai campus della costa Est, casi che lei crede collegati a quello di una quinta ragazza dal Judy Temple College di Alexandria. Quest'ultima, seguita e trascinata in un vicolo buio da uno sconosciuto incappucciato dopo una festa, viene portata a casa dell'SI dove viene prima chiusa in una cassa e poi incatenata in soffitta, e dove lui la tiene d'occhio tramite una telecamera che trasmette direttamente al suo cellulare. Dopo la conferenza stampa, un tassista si presenta per fornire informazioni sul caso, rivelandosi in realtà il rapitore delle prime quattro vittime. Joy decide di affrontarlo e lui l'aggredisce, ma la BAU arriva a salvarla. Nell'occasione Rossi scopre che sua figlia è stata vittima di un'aggressione quando era al college, ed è per questo che voleva a tutti i costi ritrovare le ragazze. Grazie a questo incontro, il tassista involontariamente fornisce informazioni utili a identificare l'SI. Nel frattempo la ragazza tenta di fuggire, ma viene fermata dal padre dell'SI che vuole ucciderla, ma l'SI interviene e gli spara. La BAU riesce a collegare il tassista a tre delle vittime, oltre a salvare quella imprigionata, che può così riunirsi alla sorella. Rossi ringrazia la figlia perché senza la sua ostinazione non avrebbero mai intuito che le scomparse erano collegate. All'inizio dell'episodio il resto della squadra riaccoglie JJ, rientrata dal congedo di maternità, sorprendendola con un brindisi di bentornato e mostrandole la sua scrivania abbellita con tutte le foto incorniciate dei figli (soprattutto del piccolo Michael) che Jennifer ha costantemente condiviso con loro durante il congedo. Reid la informa che le condizioni della madre sono peggiorate e che i dottori hanno dovuto cambiarle i farmaci tre volte nelle ultime settimane; allora JJ gli suggerisce di chiamarla e passare del tempo con lei. Garcia comunica a Morgan le sue ultime scoperte sulla "Sporca Dozzina": per le sue ricerche nel dark web ha infatti utilizzato dodici botnet, quindi in realtà il soprannome si riferisce a lei, diventata appunto bersaglio dei sicari. Esprime il suo terrore, essendo certa che, date le loro abilità informatiche, risaliranno a lei, ma Derek la rassicura dicendole che riusciranno a trovare tutti i membri della rete prima che possa accaderle qualcosa di male.
- Ascolti TV Rai 2: telespettatori 1.681.000 - share 6,48%

### Soggetto Ignoto
Tom Larson e il padre Paul Larson

### Citazioni
- "Siamo tutti squali che girano in tondo e aspettano che tracce di sangue appaiano nell’acqua." Alan Clark (Aaron Hotchner)
- "Per un padre, non c’è niente che sia più caro di una figlia." Euripide (David Rossi)

## Ad occhi sbarrati
- Titolo originale: Awake
- Diretto da: Christoph Schrewe
- Scritto da: Kimberly Ann Harrison

### Trama
Mentre Reid è a Las Vegas da sua madre, il resto del team si reca a Phoenix, in Arizona, dove due uomini risultano scomparsi e uno viene poi ritrovato morto a causa delle lunghe torture subite, presentando segni di legature, contusioni e bruciature elettriche. L'assenza di punti in comune tra di loro, con l'eccezione di sesso e residenza, fa pensare che siano stati scelti a caso, semplicemente perché erano nel posto sbagliato al momento sbagliato. Anche il secondo uomo viene trovato morto, con gli stessi segni. La carenza di sonno di JJ, dovuta alle esigenze del secondogenito e allo stress di coniugare lavoro e famiglia, le fa intuire che il Soggetto Ignoto si serve della deprivazione del sonno come forma di tortura e inietta alle vittime elevate dosi di caffeina per mantenerle sveglie e vigili. Nel frattempo viene rapito un terzo individuo. Dalle ricerche di Garcia emerge che il tratto di autostrada su cui sono avvenuti in piena notte i rapimenti è importante per l'SI: infatti è proprio lungo quel tratto che una sera, dopo essersi fermato in una piazzola di sosta per dormire, sua figlia è stata rapita da qualcuno con un tatuaggio a forma di teschio sul polso. Lui non si perdona per essere stato addormentato ed è per questo che tiene le vittime sveglie, per farsi dire dove si trova la figlia, il cui corpo in realtà era stato scoperto una settimana prima; l'ipotesi è che si sia allontanata dalla macchina e sia morta per ipotermia. Il terzo uomo rapito riesce a fuggire venendo salvato dalla BAU; JJ e Tara tentano di far ragionare l'SI e di convincerlo che non esisteva nessun uomo con tatuaggio e che la figlia è morta, ma lui rifiuta di crederci quindi le due agenti sono costrette a sparargli e lo uccidono. Hotch attua misure estreme per proteggere Garcia, bersaglio dei quattro sicari della rete: riuscendo a evitarle il programma protezione testimoni, la trasferisce in una stanza inutilizzata all'interno del quartier generale di Quantico per la propria sicurezza.
A fine episodio, un uomo con un tatuaggio a forma di teschio sulla mano, si avvicina a un’auto dove ci sono madre e figlia piccola.
- Ascolti TV Rai 2: telespettatori 1.567.000 - share 6,27%

### Soggetto Ignoto
William Taylor

### Citazioni
- "Puoi incatenarmi, puoi torturarmi, puoi anche distruggere questo corpo, ma non imprigionerai mai la mia mente." Mahatma Gandhi (Jennifer Jareau)
- "La colpa è forse la più dolorosa compagna della morte." Coco Chanel (Jennifer Jareau)

## Affari interni
- Titolo originale: Internal Affairs
- Diretto da: Diana C. Valentine
- Scritto da: Sharon Lee Watson

### Trama
NSA chiede a Hotch e all'Unità di Analisi Comportamentale di indagare su tre agenti della DEA scomparsi a El Paso, in Texas, che stavano tentando di smantellare un cartello della droga messicano chiamato "Libertad". Hotch coordina l'indagine da Quantico. Uno degli agenti viene trovato morto e il suo volto coperto da quello di un'altra persona non identificata. L'NSA e la DEA sospettano l'esistenza di una talpa, mentre la BAU capisce di avere a che fare con un serial killer che utilizza la violenza dei cartelli come copertura per gli omicidi. Garcia, che vorrebbe tornare a casa sua ed è ancora preoccupata, spera che la squadra riesca a sgominare la banda di sicari in fretta e chiede a Hotch di unirsi a lei per la cena per non essere da sola.
- Ascolti TV Rai 2: telespettatori 1.499.000 - share 5,56%

### Soggetto Ignoto
Jacob DuFour

### Citazioni
- "Il nemico è entro le nostre porte. È con il nostro fasto, con la nostra follia, con la nostra criminalità che dobbiamo combattere." Marco Tullio Cicerone (Aaron Hotchner)

## Futuro allo specchio
- Titolo originale: Future Perfect
- Diretto da: Laura Belsey
- Scritto da: Bruce Zimmerman

### Trama
La BAU torna in Florida per indagare sulla morte di due persone pesantemente torturate a St. Augustine: un anziano cardiopatico e una giovane e sana. Dagli esami risulta che il sangue della vittima giovane è stato "trasferito" nel corpo dell'anziano tramite trasfusioni, perciò inizialmente gli agenti si orientano verso il vampirismo o il feticismo per il sangue. La scoperta di tracce di DNA di una particolare specie di medusa, di ara scarlatta, di tartaruga e di ricci di mare, animali che hanno una vita molto più lunga degli esseri umani, fa successivamente dedurre che l'SI, inserviente in un ospedale ed ex studente di medicina cacciato dalla facoltà, conduce raccapriccianti esperimenti per allungare la vita. Garcia, ancora bloccata al Quartier Generale, comincia a impazzire e a mostrare segni di frustrazione arrivando anche a parlare da sola. Alla fine dell'episodio Hotch la informa che c'è stata una svolta nel caso dei sicari e di avere un piano per rintracciarli ed eliminarli una volta per tutte.
- Ascolti TV Rai 2: telespettatori 1.466.000 - share 5,57%

### Soggetto Ignoto
L'inserviente Robert Boles

### Citazioni
- "L’orologio parlava ad alta voce. L’ho buttato. Mi spaventava quello che diceva." Tillie Olsen (Aaron Hotchner)
- "La prima condizione per l’immortalità è la morte." Stanislaw Lec (Aaron Hotchner)

## Entropia
- Titolo originale: Entropy
- Diretto da: Heather Cappiello
- Scritto da: Breen Frazier

### Trama
La BAU attua un elaborato piano per smantellare, una volta per tutte, la rete di sicari (di cui sono già stati arrestati due componenti: il "Cecchino" e il "Chimico"), in cui Reid, tornato da Las Vegas, svolge un ruolo centrale: in un elegante ristorante di Washington incontra, "per affari" (finge infatti di essere un cliente che ha bisogno di un sicario per liberarsi della moglie), il terzo membro: la "Vedova Nera", Cat Adams, una psicopatica narcisista e molto scaltra che lo impegna in un rischioso gioco "del gatto e del topo" per trenta minuti ed è determinata a scoprire perché lui si sia preso un congedo. Subito, lei obbliga JJ (che si trova dentro il locale per tenere d'occhio la situazione) ad andarsene perché non vuole essere "braccata" dai Federali, e poi fa capire a Reid che è consapevole che i colleghi della BAU li stanno osservando e ascoltando attraverso le telecamere. Durante la "sfida psicologica" tra Reid e la "Vedova Nera", lui le riassume come hanno fatto a identificare lei e gli altri sicari (tutto è cominciato tre giorni prima, anzi in realtà dalla fine dell'episodio precedente), aggiungendo che per poter creare un contatto con lei e chiederle quindi di incontrarsi, ha studiato il suo fascicolo e sa come lei opera (impara tutto sugli uomini che seduce e li uccide a distanza ravvicinata), mentre Cat intuisce che il motivo del congedo ha a che fare con sua madre. Assistendo al colloquio, il resto della squadra viene a sapere, inavvertitamente, che a Diana è stata diagnosticata una forma di demenza precoce. Allo scadere dei trenta minuti, l'agente deduce che Cat non è venuta da sola, e che c'è una bomba piazzata da qualche parte; mentre Rossi e JJ scendono nel sotterraneo e vedono cariche di C4, che possono essere detonate da un cellulare, attaccate alle tubature del gas, Morgan e Lewis fanno evacuare il ristorante e cercano di individuare il "Dinamitardo". Quest'ultimo si rivela essere una donna, che viene arrestata. Cat prende in ostaggio Reid, e per farla uscire Morgan le dice che stanno portando lì suo padre (l'uomo che lei vuole punire per aver ucciso la madre), allora lei acconsente a farsi ammanettare e scortare fuori. Quando però Reid apre il furgone blindato, all'interno non c'è nessuno: infatti lui non è riuscito a rintracciare il padre di Cat, e le ha mentito per poterla arrestare, anche se la rivelazione sulla madre è vera; come ultimo atto, lei lo provoca affermando che, tra vent'anni, quando uscirà di prigione, si ricorderà senz'altro il suo nome, al contrario di lui che non ricorderà il suo. Con la rete di sicari finalmente neutralizzata e la minaccia terminata, Garcia può tornare a casa propria e alla sua vita normale. Alla fine dell'episodio, Reid ammette a Morgan che dagli esami effettuati è troppo giovane per sviluppare la schizofrenia, ma che è rattristato perché tutti i ricordi che ha con la madre con il tempo andranno persi, e Morgan lo conforta.
- Guest star: Aubrey Plaza (Cat Adams)
- Note: Matthew Gray Gubler e Aubrey Plaza (Cat Adams) avevano già recitato insieme nel film del 2014 Life After Beth - L'amore ad ogni costo; lui le ha inviato il copione dell'episodio e le ha chiesto personalmente di partecipare.
- Ascolti TV Rai 2: telespettatori 1.575.000 - share 5,87%

### Soggetto Ignoto
Catherine Adams e gli altri tre sicari: la "Dinamitarda", il "Cecchino" e il "Chimico"

### Citazioni
- "Così come l’aumento costante di entropia è la legge fondamentale dell’universo, la legge fondamentale della vita è la lotta contro l’entropia." Václav Havel (Dr. Spencer Reid)

## Il conducente
- Titolo originale: Drive
- Diretto da: Tawnia McKiernan
- Scritto da: Karen Maser

### Trama
Quando tre donne di Boston, Massachusetts, vengono rinvenute torturate e decapitate (si scoprirà, per mezzo di una ghigliottina fatta in casa) in vari luoghi pubblici di tutta la città, l'Unità di Analisi Comportamentale sospetta che le uccisioni siano collegate a un servizio di car sharing locale di cui le vittime si erano servite prima della morte; la "zona di caccia" viene stabilita nel quartiere meridionale della città, dove sono avvenuti i rapimenti. Il Soggetto Ignoto è classificato come vendicatore di ingiustizie che punisce le loro trasgressioni immorali in modo brutale e cruento perché influenzato dal preside della scuola privata che aveva frequentato da bambino, un fervido sostenitore della preghiera in classe e delle punizioni corporali che l'SI giudica però ipocrita in quanto era stato accusato di abusi sessuali su un'alunna e il suo suicidio, dieci giorni prima, è stato il fattore scatenante dei delitti: il suicidio infatti non gli ha dato la soddisfazione di vederlo pagare per il proprio peccato. Alla fine dell'episodio, Lewis regala a Rossi il supporto originale per l'antenna della radio che lui stava cercando per la propria auto e lo invita a fare un giro.
- Ascolti TV Rai 2: telespettatori 1.560.000 - share 6,11%

### Soggetto Ignoto
James O'Neill

### Citazioni
- "Educare la mente di una persona tralasciando l’educazione morale crea una minaccia per la società." Theodore Roosevelt (Dr. Spencer Reid)
- "Non ho dubbi che il momento più alto per un uomo sia quando si inginocchia nella polvere, si batte il petto e confessa tutti i peccati della sua vita." Oscar Wilde (Aaron Hotchner)

## Legame di sangue
- Titolo originale: The Bond
- Diretto da: Hanelle M. Culpepper
- Scritto da: Kimberly Ann Harrison

### Trama
La sezione di Atlanta richiede l'assistenza della squadra in seguito al ritrovamento di due corpi: entrambe le vittime (un senza tetto - che prima aveva lavorato come difensore d'ufficio presso il Tribunale dei minori - e un'insegnante elementare) sono state attaccate di sorpresa, pugnalate più volte e trovate legate in posa post-mortem nei bagni di due stazioni di servizio su autostrade che attraversano Stati del Sud: una fuori Chattanooga e una fuori Birmingham; a entrambi i corpi manca l'orecchio sinistro e i delitti sono stati commessi in un luogo diverso da quello del ritrovamento. In un primo momento, gli agenti credono possa trattarsi di un camionista su lunghe distanze. Le ferite farebbero supporre un killer con poca pratica, mentre il posizionamento dei cadaveri in aree molto frequentate porta a pensare a un SI decisamente più esperto. Il ritrovamento di un terzo corpo, stavolta appartenente a una donna, mostra un cambio nel modus operandi che mette i profiler sulla giusta strada: un killer giustiziere che agisce su ordini di qualcuno (la madre) che pretende vendetta contro chi le ha fatto loro torto in passato. Alla fine dell'episodio, Randy viene ricoverato nello stesso manicomio in cui si trova sua madre; quando una guardia passa davanti alla cella di Randy, vede che quest'ultimo si è tagliato un orecchio.
- Ascolti TV Rai 2: telespettatori 1.558.000 - share 5,56%

### Soggetto Ignoto
Randy Jacobs con la complicità della madre Flora Martin

### Citazioni
- "Il cuore di una madre è un abisso in fondo al quale si trova sempre un perdono." Honoré de Balzac (Aaron Hotchner)
- "L’influenza di una madre sulla vita dei suoi figli è incalcolabile." James Esdras Faust (Tara Lewis)

## Ostaggi
- Titolo originale: Hostage
- Diretto da: Bethany Rooney
- Scritto da: Virgil Williams

### Trama
Quando una diciottenne dichiarata scomparsa fugge scalza e con indosso solo una camicia da notte da una casa in un sobborgo di St. Louis, Missouri, e dice alle autorità di essere stata tenuta prigioniera e stuprata per dieci anni insieme ad altre due ragazze (conducendo gli agenti alla casa), la BAU si divide tra identificare il rapitore, salvare le compagne di prigionia e comunicare con quella delle due che sembra dipendere di più dal rapitore. JJ riuscirà a instaurare un contatto con lei e, dopo aver scoperto il suo vero nome, a riunirla ai suoi genitori. Grazie alle informazioni avute dalla superstite, e dal rapitore, con cui gli agenti stringono un accordo, la squadra cattura il pedofilo e porta in salvo anche le piccole. L'episodio si chiude con la madre della ragazza deceduta che, improvvisamente, tira fuori una pistola e spara al pedofilo per vendicarsi di ciò che ha fatto alla figlia mentre viene portato in carcere, lasciandosi poi arrestare.
- Ascolti TV Rai 2: telespettatori 1.550.000 - share 5,98%

### Soggetto Ignoto
Michael Clark Thompson

### Citazioni
- "Per tua volontà ti perdi. Per tua volontà ti trovi. Per tua volontà sei libero, prigioniero e legato." Angelus Silesius (David Rossi)
- "Vendicarsi è un atto di passione. Punire un atto di giustizia." Samuel Johnson (Aaron Hotchner)

## Distintivo e pistola
- Titolo originale: A badge and a gun
- Diretto da: Rob Bailey
- Scritto da: Jim Clemente

### Trama
La BAU vola nuovamente a Los Angeles, California, dopo che tre donne muoiono per asfissia causata dall'essere state avvolte, pre mortem, in una coperta o in un tappeto nelle loro case e l'ufficio federale locale scopre filmati di sorveglianza dai quali sembra che le donne invitino l'assassino a entrare e fanno pensare che egli appartenga alle forze dell'ordine (in realtà si finge agente dell'FBI). Rossi e JJ accedono al comparto di informazioni riservate per non destare sospetti negli agenti locali. Una vicina di una delle vittime afferma che il sospettato ha una ragnatela tatuata sul collo; questo fa supporre che abbia trascorso molto tempo in prigione per un crimine violento, oltre ad avere un disturbo antisociale della personalità.                                                        Identificato in un ex detenuto che ha subìto umiliazioni tutta la vita, prima da parte del padre poi dei compagni di scuola, la squadra gli tende una trappola ma lui se ne accorge e fugge, anche se viene ferito; a un posto di blocco prende in ostaggio una donna, venendo poi ucciso da Reid essendosi rifiutato di gettare a terra l'arma. Nel frattempo, Morgan si convince che Savannah voglia rompere la loro relazione dopo aver ricevuto un suo criptico messaggio che dice: "Dobbiamo parlare", e sul finale dell'episodio, mentre è al telefono con lei e si sta dirigendo verso casa, viene aggredito e rapito da un commando di quattro uomini.
- Altri interpreti: Rochelle Aytes (Savannah)
- Ascolti TV Rai 2: telespettatori 1.359.000 - share 5,09%

### Soggetto Ignoto
L'ex detenuto Andrew Meeks

### Citazioni
- "L’oscurità mente sempre." Anthony Liccione (Derek Morgan)
- "Vedrai cosa sia il potere quando avrai la paura di qualcuno nelle tue mani e gliela mostrerai." Amy Tan (Jennifer Jareau)

## Derek
- Titolo originale: Derek
- Diretto da: Thomas Gibson
- Scritto da: Breen Frazier

### Trama
Morgan viene rapito da un gruppo internazionale di quattro mercenari su commissione, che mentre lo tengono prigioniero lo torturano picchiandolo e tramite l'elettrocuzione con fosforo bianco. La squadra si mette subito in moto per scoprire il luogo in cui viene tenuto, l'identità dei mercenari e il movente. Durante le torture lui ha delle visioni del padre defunto Hank con cui dialoga e che, insieme all'addestramento ricevuto nell'FBI negli anni, lo aiutano a dissociarsi mentalmente dal dolore; inoltre, riesce anche a riflettere sul messaggio ricevuto da Savannah al termine dell'episodio precedente, iniziando a capire a cosa si riferiva. Alla fine, Hotch, Rossi, JJ e Reid localizzano il luogo in una casa abbandonata in Virginia e arrivano a salvarlo (nel frattempo lui era riuscito a liberarsi e aveva ucciso due dei rapitori). Portato in ospedale, al risveglio dopo tre giorni Savannah conferma il suo sospetto: presto avranno un figlio: era questo che lei voleva dirgli la sera in cui è stato rapito; allora lui di punto in bianco le fa la proposta di matrimonio e lei accetta.
- Guest star: Danny Glover (Hank Morgan)
- Note: questo episodio e i due successivi possono anche essere considerati un unico, lungo episodio in quanto compongono l' "arco narrativo" che conduce all'addio di Morgan dalla serie (l'attore Shemar Moore aveva espresso alla produzione il desidero di esplorare nuovi ruoli). Essendo presente fin dalla prima stagione, la showrunner e produttrice Erica Messer e gli altri membri del cast hanno voluto contribuire in prima persona al suo addio, come segno del grande affetto e della stima nei suoi confronti: questo episodio, infatti, è diretto da Thomas Gibson, il successivo da Joe Mantegna e quello dopo ancora (nº 18), da Matthew Gray Gubler; sempre il 18 è stato scritto dalla stessa Messer insieme a Kirsten Vangsness (la quale si è realmente commossa girando le scene con Garcia e Morgan). Il titolo è il nome del personaggio attorno a cui ruota la trama dell'episodio, esattamente come con il 3x09, intitolato "Penelope" in quanto si parla dell'attentato alla vita di Garcia a opera di un uomo con cui aveva avuto un appuntamento galante alla fine dell'episodio precedente; il 6x02, intitolato "JJ" poiché alla fine dello stesso l'Agente Jareau viene trasferita al Dipartimento di Stato con un incarico top - secret; il 6x18 intitolato "Lauren" (e diretto da Matthew Gray Gubler) - in riferimento all'alias di Prentiss in un'operazione di 8 anni prima quando entrò in contatto con la sua nemesi Ian Doyle - in cui Emily viene catturata da Doyle, che nella colluttazione che segue la pugnala prima di fuggire, e con l'aiuto di Hotch e JJ inscena la propria morte; il 12x13 (scritto sempre dalla coppia Kirsten Vangsness - Erica Messer), che si intitola "Spencer" avendo al centro il personaggio di Reid, il quale viene arrestato in Messico con l'accusa di omicidio e spaccio di droga, e il resto della squadra riuscirà a farlo estradare negli Stati Uniti, dove tuttavia dovrà restare in carcere per un po'; e infine, il 14x06, intitolato "Luke" in quanto l'indagine corrente viene collegata a una caccia all'uomo (DEA e Federal Police messicana) per il sicario di un cartello, alla quale Alvez aveva partecipato quando faceva parte della Squadra Latitanti.
- Ascolti TV Rai 2: telespettatori 1.542.000 - share 6,01%

## L'uomo della sabbia
- Titolo originale: The sandman
- Diretto da: Joe Mantegna
- Scritto da: Bruce Zimmerman

### Trama
La BAU festeggia il ritorno di Morgan al lavoro dopo sei mesi dal suo rapimento e tortura, durante i quali ha sposato Savannah, ma deve anche occuparsi della cattura di un serial killer che terrorizza le famiglie di Wichita, Kansas, rapendo i bambini e uccidendo i genitori (per primo il padre, tagliandogli la gola con un coltello a lama sottile e seghettata; la madre viene lasciata vagare in giro per la camera prima di essere colpita alla testa con un oggetto contundente) mentre tutti dormono, restando un'ora in ogni casa. La firma del Soggetto Ignoto è di cospargere sabbia (di un tipo particolare che non si trova nella zona, bensì nel fiume Seneca nello Stato di New York, e dalle analisi verrà fuori che è mista a ossa umane e smalto dentale - appartenenti alla madre del killer - ) negli occhi dei genitori e incollarli, in modo che non possano aprirli. Purtroppo anche il figlio viene ritrovato morto, strangolato. Il macabro rito si ripete con un'altra famiglia: questa volta a morire è solo il padre, mentre la madre è ancora viva e la figlia viene rapita. Raccogliendo indizi, la squadra capisce che da bambino l'SI è stato rapito da un pedofilo mentre la madre single era addormentata in auto per una sbronza e nonostante le grida di aiuto non si è svegliata. Il piccolo era poi stato violentato per 11 ore fissando una clessidra (ecco perché ne aveva portata con sé una sulla seconda scena del crimine); in ospedale, la madre aveva lasciato un biglietto e lo aveva abbandonato. Gli agenti riusciranno a salvare la bambina rapita uccidendo il killer. Derek si divide tra continuare a cercare di identificare i suoi torturatori e prepararsi alla nascita del figlio, e confida a Reid che dopo sei mesi in panchina sta cominciando a percepire il mondo, e il loro lavoro, diversamente. Sul finale dell'episodio, dopo essere stato con Rossi e alcuni amici di quest'ultimo a giocare a poker, mentre è con Savannah davanti all'ospedale, si sente un colpo di fucile, ma il pubblico viene tenuto all'oscuro su chi dei due sia stato colpito.
Note: questo è l'episodio nº 250 della serie.
- Ascolti TV Rai 2: telespettatori 1.297.000 - share 4,76%

### Soggetto Ignoto
Patrick Sorenson

### Citazioni
- "I genitori sono le ossa su cui i figli affilano i denti." Peter Ustinov (Derek Morgan)
- "Per fortuna sono sano dopo tutto quello che ho passato. La vita è stata buona con me finora.’ Joe Walsh (Derek Morgan)

## Ogni fine è anche un inizio
- Titolo originale: A beautiful disaster
- Diretto da: Matthew Gray Gubler
- Scritto da: Kirsten Vangsness e Erica Messer

### Trama
L'episodio ha inizio esattamente dove si è concluso il precedente: si scopre che è Savannah a essere stata ferita dal cecchino. Morgan la porta subito in ospedale, dove lo raggiunge il resto della squadra. Hotch esclude il collega dalle indagini perché troppo coinvolto emotivamente, e Morgan la prende ovviamente male. Gli altri capiscono che il responsabile sia del rapimento di Derek sia del ferimento di Savannah è Chazz Montolo (quindi ancora vivo), e che ha agito per vendicare la morte del figlio Giuseppe, per cui incolpa appunto Morgan. Montolo lascia un biglietto per Morgan in uno dei telefoni pubblici dell'ospedale, e JJ disubbidisce a Hotch mostrandolo al collega, che finge di non avere idea di cosa significhi il contenuto. Appena si trova da solo, parte in macchina verso una delle case che ha ristrutturato di recente per affrontare Montolo, non prima di dare un indizio a Hotch attraverso una telefonata. Giunto lì, il criminale gli punta una pistola alla testa, minaccia di uccidere i suoi compagni se lui non confesserà di aver ucciso Giuseppe, e gioca con lui alla roulette russa; tuttavia, Morgan riesce a prendere il sopravvento su di lui, che viene arrestato dalla squadra. Tornato in ospedale, Savannah è nel mezzo di un taglio cesareo d'emergenza da cui viene alla luce Hank Spencer Morgan. Il giorno successivo, vengono informati della decisione di Morgan di lasciare la BAU, perché non vuole più che la sua famiglia appena creata corra dei pericoli per via del lavoro. Sia l'addio con JJ, la quale gli regala una foto incorniciata di tutto il gruppo scattata in ospedale e gli promette che loro per lui ci saranno sempre; sia quello con Reid, che detesta gli addii e ammette di non poter immaginare quel posto senza di lui. Derek gli mostra anche la partecipazione di nascita del figlio, spiegando che il secondo nome è Spencer "in onore del miglior fratello minore che si possa desiderare" e augurandosi che, appena Hank sarà cresciuto, Reid gli insegnerà "tutto ciò che sa sulla vita...e sugli scacchi". Infine Morgan saluta Penelope, la sua "bambolina". Lui la raggiunge nel suo ufficio dove lei ha già raccolto tutte le sue cose in uno scatolone: Garcia gli esprime la sua tristezza per il suo addio, ma anche la sua gioia perché starà con la sua famiglia e Morgan la nomina madrina del figlio.
- Note: questo episodio, il nº 18, conclude l' "arco narrativo" iniziato con il nº 16 che conduce appunto all'addio del personaggio di Morgan dalla serie; come scritto in precedenza, questo è stato diretto da Matthew Gray Gubler e scritto a quattro mani dalla showrunner e produttrice esecutiva Erica Messer insieme a Kirsten Vangsness, la quale si è realmente commossa sia scrivendo che girando la scena finale di saluto tra i due personaggi (infatti, il loro rapporto sullo schermo - fatto di flirt, allusioni, soprannomi, ironia, ma anche di grande affetto - rispecchiava quello esistente nella vita reale tra le due star; per questo negli anni entrambi i personaggi sono stati tanto amati dai fan, perché si percepiva la naturalezza dei loro scambi). Inoltre, la citazione di chiusura, pronunciata da Morgan, è la stessa pronunciata da Emily Prentiss alla fine dell'ultimo episodio della stagione 7 (anche in quel caso si era trattato di un addio, avendo il personaggio accettato l'incarico di dirigere l'ufficio Interpol di Londra, poi diventato un arrivederci dato che è tornata nel cast come regolare nella stagione 12); la citazione è stata ripresa come titolo italiano dell'episodio.
- Ascolti TV Rai 2: telespettatori 1.400.000 - share 5,26%

### Soggetto Ignoto
Chazz Montolo, il padre dell'ormai deceduto sicario Giuseppe Montolo

### Citazioni
- Come ha detto una mia buona amica, "Ogni fine è anche un inizio, solo che al momento non lo sappiamo." Mi piace credere che abbia ragione. (Derek Morgan)

## Omaggio
- Titolo originale: Tribute
- Diretto da: Tawnia McKiernan
- Scritto da: Virgil Williams

### Trama
L'ex Agente Speciale dell'Unità di Analisi Comportamentale e attuale capo dell'ufficio Interpol di Londra, Emily Prentiss chiede aiuto alla BAU per identificare e catturare un serial killer internazionale attivo solamente nel periodo tra marzo e settembre che ha già ucciso in Russia e in Inghilterra imitando i modus operandi di famigerati assassini del passato (quali rispettivamente Andrej Cikatilo e Jack Lo Squartatore), e che le è sfuggito nell'operazione da lei guidata sempre a Londra un anno prima, operazione che ha portato alla morte di un'ispettrice di Scotland Yard. Proprio Emily è tormentata da un incubo in cui, in un magazzino, arriva in soccorso dell'ispettrice che giace in una pozza di sangue e le chiede aiuto, e mentre tenta di fermare l'emorragia, vede l'assassino davanti a lei e gli spara addosso, ma lui fugge prima che lei riesca a prenderlo. Prentiss è convinta che la sua prossima vittima sarà su suolo americano (poiché il mese precedente ha emulato lo "Strangolatore di Boston" Albert DeSalvo), perciò lei e la squadra, che si incontrano a New York dove è stato riprodotto un delitto nello stesso quartiere e con le stesse modalità del primo commesso da David Berkowitz; dovranno impegnarsi, oltre che per scoprirne l'identità, per capire quale città potrebbe essere la meta finale del Soggetto Ignoto, e quindi a quali altri serial killer potrebbe voler ispirarsi. In questa occasione, si viene a sapere che a Londra Prentiss ha un fidanzato di nome Mark, e lei fa la conoscenza del nuovo membro, Tara Lewis; gli altri sono ancora alle prese con le ripercussioni emotive dell'addio di Morgan, in particolare Reid e Garcia, la quale accoglie con gioia l'amica sentendone la voce al telefono e poi, dopo la chiusura del caso, quando Emily si ferma nel suo ufficio per salutarla e brindano a Morgan con una bottiglia di tequila nascosta nell'ufficio. La serata programmata tra sole ragazze (loro due e JJ) si trasforma in una cena con l'intera squadra in un ristorante messicano.
- Note: il titolo di questo episodio, sia nella versione originale inglese che in quella italiana, si riferisce quasi certamente al fatto che appunto il pubblico rivede Emily Prentiss in qualità di guest-star (l'attrice Paget Brewster era già apparsa nel duecentesimo episodio della serie, all'interno della nona stagione, sia per celebrare il traguardo numerico raggiunto che per fornire la "chiave" per localizzare e salvare JJ), prima del suo ritorno definitivo come capo unità in sostituzione di Hotchner nella dodicesima stagione. In questo episodio, grazie allo stratagemma dell'SI che emula i più famosi serial killer del passato perché vorrebbe anche lui raggiungere la loro notorietà, vengono menzionati diversi assassini realmente esistiti/esistenti (è probabilmente uno degli episodi dell'intera serie che ne menziona di più), per lo più americani (lo "Strangolatore di Boston", il "Figlio di Sam" David Berkowitz, Jeffrey Dahmer, Richard Speck, John Wayne Gacy, il "Lipstick Killer" William Heirens, H. H. Holmes, Al Capone...), ma anche un paio europei (come Jack Lo Squartatore e Andrej Cikatilo), mentre di altri (come Ted Bundy, Charles Manson) vengono mostrate solo foto segnaletiche, come quelle che si vedono nella sigla della serie; altri ancora vengono segnalati/indicati tramite linguette adesive colorate sulla cartina compilata da Reid (tra cui il Killer dello Zodiaco, Arthur Shawcross, Edmund Kemper, Unabomber, Richard Ramirez, Angelo Buono, Ed Gein, Nathan Leopold e Richard Loeb e molti altri).
- Ascolti TV Rai 2: telespettatori 1.127.000 - share 3,98%

### Soggetto Ignoto
Il pescatore Michael Lee Peterson

### Citazioni
- "L’originalità non è altro che un’abile imitazione." Voltaire (Emily Prentiss)
- "Camminare con un amico al buio è meglio che camminare da soli nella luce." Helen Keller (Penelope Garcia)

## Bellezza interiore
- Titolo originale: Inner beauty
- Diretto da: Alec Smight
- Scritto da: Haben Merker

### Trama
La squadra si reca a Sacramento, in California, per catturare un killer che sfigura orribilmente e volontariamente il viso delle sue vittime nel quartiere di Oak Park, tutte ex tossicodipendenti che rende sostitute della sua ex fidanzata suicidatasi lasciandosi annegare nella piscina della casa perché affetta da neurofibromatosi di tipo II. Il motivo è che vorrebbe riscrivere il passato per non fare più errori: infatti aveva lasciato la fidanzata Sarah da sola al parco e lei era stata colta da un attacco di panico, che poi l'aveva portata al suicidio.
Alla festa di compleanno del nipotino, Rossi incontra la sua seconda ex moglie, Hayden Montgomery, la quale gli ha tenuto nascosto per oltre 30 anni di aver avuto una figlia: erano stati insieme soltanto un'estate mentre lei, essendo una diplomatica, era assegnata a Parigi; la relazione era finita perché nessuno dei due voleva rinunciare al proprio lavoro per l'altro. Rossi era tornato negli Stati Uniti e lei aveva deciso di non rivelargli di essere incinta, e la réunion assume una sfumatura imbarazzante.
- Ascolti TV Rai 2: telespettatori 1.183.000 - share 4,52%

### Soggetto Ignoto
Joseph Berzon

### Citazioni
- "Credo che uno dei motivi per cui le persone si aggrappano all’odio così ostinatamente sia perché sentono che quando l’odio sarà finito, saranno costrette ad affrontare il dolore." James Baldwin (David Rossi)
- "Nella misura in cui l’amore cresce in te, cresce anche la tua bellezza, poiché l’amore è la bellezza dell’anima." Sant’Agostino (David Rossi)

## La spina dorsale del diavolo
- Titolo originale: Devil's backbone
- Diretto da: Félix Enríquez Alcalá
- Scritto da: Sharon Lee Watson

### Trama
Un pacco inviato ad Antonia Slade, assistente sociale diventata serial killer reclusa all'ergastolo in un carcere di Troy, Virginia, da 15 anni, e intercettato dalle guardie della prigione, contiene gli abiti insanguinati di due adolescenti rapiti due anni prima. Prima Hotch, poi JJ e poi ancora Reid provano a interrogarla, ma solo quest'ultimo ottiene un indizio: la sigla C++; Antonia intuisce anche che Reid è ancora turbato per un lutto e che lo reprime davanti ai colleghi perché non ne sono stati colpiti quanto lui, e in cambio dell'indizio lui ammette che si tratta di un ex collega, Morgan, segno che non ha superato completamente il suo addio). Quando è il turno di Rossi e Lewis di interrogarla, le tendono una trappola psicologica. La detenuta riesce a ottenere un colloquio privato con Tara Lewis. Intanto Reid risolve il messaggio cifrato nella lettera che Antonia spedisce al suo complice: espiare con la luna piena. Assecondando le richieste di Antonia, che in cambio della rivelazione su dove siano i due ragazzi vuole assaporare un'ultima volta la libertà, gli agenti vanno in Kentucky lungo un sentiero chiamato La spina dorsale del diavolo e a un lago; qui la squadra trova il primo ragazzo mentre l'altro è ancora nelle mani del rapitore. Dopo aver salvato anche quest'ultimo, Antonia sussurra qualcosa all'SI inducendolo al suicidio. Riportata in carcere, Antonia avverte Hotch che "c'è una tempesta in arrivo", e che lui "verrà spazzato via".
- Guest star: Frances Fisher (Antonia Slade)
- Ascolti TV Rai 2: telespettatori 1.383.000 - share 4,87%

### Soggetto Ignoto
Claude Barlow

### Citazioni
- "Non sapete che arriva un’ora della notte in cui tutti devono togliersi la maschera?" Søren Kierkegaard (Aaron Hotchner)
- "Nessuno conosce realmente gli altri esseri umani. Il meglio che possa fare è supporre che siano come lui." John Steinbeck (Tara Lewis)

## La tempesta
- Titolo originale: The storm
- Diretto da: Glenn Kershaw
- Scritto da: Erica Messer e Breen Frazier

### Trama
Di prima mattina, mentre Hotch sta preparando suo figlio per andare a scuola, la SWAT irrompe in casa ad armi spianate e lo arresta con l'accusa di terrorismo e cospirazione davanti a Jack e a Henry, il figlio maggiore di JJ che in quel momento si trovava da loro. A Quantico, i membri della BAU chiacchierano dei progetti per le vacanze estive: Garcia è euforica perché andrà a trovare Emily a Londra (e "spegnerà tutti i cellulari"), Tara consiglia a Reid di fare un viaggio con la madre: avendo Diana una "fobia" delle navi da crociera, Reid decide di portarla in aereo a Parigi, perché sua madre ama quella città. L'agente Hotchner viene portato al quartier generale del Dipartimento di Giustizia e interrogato dall'Ispettore Generale per una chiamata al 911 partita dal suo cellulare con la sua voce che dice: "Oggi cambierà tutto", e sul presunto acquisto di 150 litri di TNT depositati in un magazzino di Reston, Virginia, che Hotch aveva affittato con la moglie anni prima. L'Ispettore gli fa notare anche come lui abbia ignorato svariate volte le procedure federali in passato, ad esempio provocando, indirettamente e non intenzionalmente, la morte della moglie Haley, oppure l'aver inscenato la morte di Emily Prentiss, o ancora non avendo impedito a Rossi di uccidere il colpevole della morte di Gideon per vendicare quest'ultimo. Inoltre, gli mostra il video della testimonianza resa da una fonte attendibile, che si rivela essere Peter Lewis, il "Signor Graffio", il quale sotto giuramento dichiara che nel loro primo scontro aveva somministrato a Hotch una potente droga, e lui aveva cominciato a delirare che avrebbe ucciso la sua squadra, perciò Lewis ha deciso di testimoniare perché tutti sappiano che l'agente è un uomo pieno di rabbia e risentimento che potrebbe fare del male a se stesso e agli altri. Dalle indagini, si scopre che le parole della telefonata sono state prese da differenti conferenze stampa tenute da Hotch, e poi montate, ed è la prova che è stato incastrato; JJ si reca nuovamente da Antonia Slade per farsi dire il nome del figlio, Asher Douglas. Rossi e Reid vanno a casa sua, ma Reid intuisce che Asher non può aver organizzato tutto da solo essendo autistico; comunque accetta di collaborare e, esaminando il suo computer, Garcia risale a Eric Rawdon, uno psicopatico a capo di un gruppo di anarchici detenuto al Virginia Supermax Prison (è quest'ultimo ad aver chiesto a Douglas di servirsi di app di spoofing e swatting per incastrare Hotch): sotto le sue istruzioni, il gruppo ha intenzione prima di farlo evadere, e poi di attaccare gli Stati Uniti; per attuare la prima parte, essi si infiltrano alla prigione travestendosi da guardie, ne uccidono altre e tramite la sala controllo aprono le celle, mentre la BAU arriva. Uno degli anarchici apre le celle dell'ala dei serial killer, i quali escono e circondano Lewis. Hotch arriva insieme ad altri SWAT e li rimandano in cella; nel frattempo, gli anarchici aprono il fuoco su Reid e JJ in un'altra area della prigione, ma vengono fermati sempre dagli SWAT. Resta da scoprire dove si trova la bomba costruita dal gruppo: Hotch intuisce che è stata nascosta in una casa sicura per estremisti di destra in Virginia: si dirigono là, dove si imbattono in altri membri del gruppo che si stanno apprestando a trasportarla in elicottero; questi sparano contro gli agenti, che ne uccidono diversi mentre l'elicottero decolla, e continuano a sparare riuscendo infine a far detonare la bomba. La missione è conclusa, ma gli strascichi per tutti sono pesanti. Rossi, che ha riallacciato il rapporto con la sua seconda ex moglie Hayden e fa le presentazioni, invita tutti per una cena in giardino; la serenità tuttavia dura poco: nel finale dell'episodio, Hotch riceve una telefonata e informa gli altri che vi sono state evasioni di massa da carceri di tre Stati e che 13 serial killer sono dunque in libertà, tra questi il "Signor Graffio" e Peter Lewis che, provando risentimento verso Hotch, ha partecipato al complotto ai suoi danni testimoniando contro di lui. Il compito della BAU sarà quello di ricatturarli tutti, vivi o morti.
- Altri interpreti: Frances Fisher (Antonia Slade)
- Ascolti TV Rai 2: telespettatori 1.515.000 - share 5,75%

### Soggetto Ignoto
Eric Rawdon con la complicità di altri serial killer

### Citazioni
- " Il mare è pericoloso e le sue tempeste terribili, ma questi ostacoli non sono mai stati un motivo sufficiente per rimanere a riva." Ferdinando Magellano (Tara Lewis)
- "Ma la linea che separa il bene dal male attraversa il cuore di ognuno." Alexander Solzhenitsyn (Aaron Hotchner)